# Canton de Coincy
Le canton de Coincy est une ancienne division administrative française du département de l'Aisne, située dans le district de Château-Thierry. Son chef-lieu était la commune de Coincy et le canton comptait 11 communes.

## Histoire
Le canton est créé le 18 février 1790 sous la Révolution française,. 
Le canton a compté onze communes avec Coincy pour chef-lieu au moment de sa création : Armentières, Bézu-les-Fèves, Bézu-Saint-Germain, Brécy, Bruyères, Coincy, La Croix, Épaux, Grisolles, Nanteuil-Notre-Dame et Rocourt. Il est une subdivision du district de Château-Thierry qui disparait le 5 Fructidor An III (22 août 1795). Le canton ne subit aucune modification dans sa composition communale pendant cette période.
Lors de la création des arrondissements par la loi du 28 pluviôse an VIII (17 février 1800), le canton de Coincy est rattaché à l'arrondissement de Château-Thierry.
Le canton disparaît le 3 vendémiaire an X (25 septembre 1801) sous le Consulat. Les communes de Bézu-les-Fèves, de Bézu-Saint-Germain et d'Épaux intègrent le canton de Château-Thierry. Brécy, Bruyères, Coincy et Nanteuil-Notre-Dame sont rattachées au canton de Fère-en-Tardenois. Armentières, La Croix, Grisolles et Rocourt rejoignent le Canton de Neuilly-Saint-Front.

## Composition
Le canton est composé de 11 communes au moment de sa suppression en 1801. 
Le tableau suivant en donne la liste, en précisant leur nom, leur population en 1793, puis en 1800, leur cantons de rattachement de l'An X, et leur appartenance aux cantons actuels.
| Communes            | Population (1793) | Population (1800) | Canton de l'an X    | Canton actuel     |
| ------------------- | ----------------- | ----------------- | ------------------- | ----------------- |
| Armentières,        | 234               | 200               | Neuilly-Saint-Front | Villers-Cotterêts |
| Bézu-les-Fèves,     | 61                | 41                | Château-Thierry     | Château-Thierry   |
| Bézu-Saint-Germain  | 412               | 456               | Château-Thierry     | Château-Thierry   |
| Brécy               | 392               | 454               | Fère-en-Tardenois   | Château-Thierry   |
| Bruyères,           | 279               | 296               | Fère-en-Tardenois   | Fère-en-Tardenois |
| Coincy              | 952               | 1 037             | Fère-en-Tardenois   | Château-Thierry   |
| La Croix,           | 158               | 155               | Neuilly-Saint-Front | Villers-Cotterêts |
| Épaux,              | 649               | 633               | Château-Thierry     | Château-Thierry   |
| Grisolles           | 307               | 293               | Neuilly-Saint-Front | Château-Thierry   |
| Nanteuil-Notre-Dame | 104               | 117               | Fère-en-Tardenois   | Fère-en-Tardenois |
| Rocourt,            | 232               | 264               | Neuilly-Saint-Front | Château-Thierry   |

## Évolution démographique
| 1793  | 1800  |
| ----- | ----- |
| 3 780 | 3 946 |

Histogramme

(élaboration graphique par Wikipédia)